# Rodnîkivka, Svaleava
Rodnîkivka (în ucraineană Родниківка) este localitatea de reședință a comunei Rodnîkivka din raionul Svaleava, regiunea Transcarpatia, Ucraina.

## Demografie
Componența lingvistică a localității Rodnîkivka
     Ucraineană (98,96%)
     Alte limbi (0,12%)
Conform recensământului din 2001, majoritatea populației localității Rodnîkivka era vorbitoare de ucraineană (98,96%), existând în minoritate și vorbitori de alte limbi.